# Guvernul Ion Gigurtu
Guvernul Ion Gigurtu a fost un consiliu de miniștri care a guvernat România în perioada 4 iulie - 4 septembrie 1940.

## Componența
- Președintele Consiliului de Miniștri

Ion Gigurtu (4 iulie - 4 septembrie 1940)
- Vicepreședinte al Consiliului de Miniștri

General Gheorghe Mihail (4 iulie - 24 august 1940)
- Ministru de interne

General David Popescu (4 iulie - 4 septembrie 1940)
- Ministrul de externe

Mihail Manoilescu (4 iulie - 4 septembrie 1940)
- Ministrul finanțelor

ad-int. Gheorghe N. Leon (4 iulie - 4 septembrie 1940)
- Ministrul justiției

Ion V. Gruia (4 iulie - 4 septembrie 1940)
- Ministrul apărării naționale

General Constantin D. Nicolescu (4 iulie - 4 septembrie 1940)
- Ministrul aerului și marinei

Contra-amiral adjutant Nicolae Păiș (4 iulie - 4 septembrie 1940)
- Ministrul înzestrării armatei

Mihail Priboianu (4 iulie - 4 septembrie 1940)
- Ministrul economiei naționale

Gheorghe N. Leon (4 iulie - 4 septembrie 1940)
- Ministrul agriculturii și domeniilor

ad-int. Gheorghe N. Leon (4 iulie - 4 septembrie 1940)
- Ministrul lucrărilor publice și comunicațiilor

Ion Macovei (4 iulie - 4 septembrie 1940)
- Ministrul comerțului exterior

ad-int. Gheorghe N. Leon (4 iulie - 4 septembrie 1940)
- Ministrul educației naționale

Dumitru Caracostea (4 iulie - 4 septembrie 1940)
- Ministrul cultelor și artelor

Horia Sima (4 - 8 iulie 1940)
Radu Budișteanu (8 iulie - 4 septembrie 1940)
- Ministrul muncii

Stan Ghițescu (4 iulie - 4 septembrie 1940)
- Ministrul sănătății și ocrotirii sociale

Victor Gomoiu (4 iulie - 4 septembrie 1940)
- Ministrul inventarului avuțiilor publice

Vasile Noveanu (4 iulie - 4 septembrie 1940)
- Ministrul propagandei naționale

Nichifor Crainic (4 iulie - 4 septembrie 1940)
- Ministru de stat pentru minorități

Hans Otto Roth (4 iulie - 4 septembrie 1940)

## Sursa
- Stelian Neagoe - "Istoria guvernelor României de la începuturi - 1859 până în zilele noastre - 1995" (Ed. Machiavelli, București, 1995)

| Precedat(ă) de: Guvernul Gheorghe Tătărăscu (6) | Guvernul Ion Gigurtu 4 iulie - 4 septembrie 1940 | Succedat(ă) de: Guvernul Ion Antonescu (1) |